# Hen Ogledd

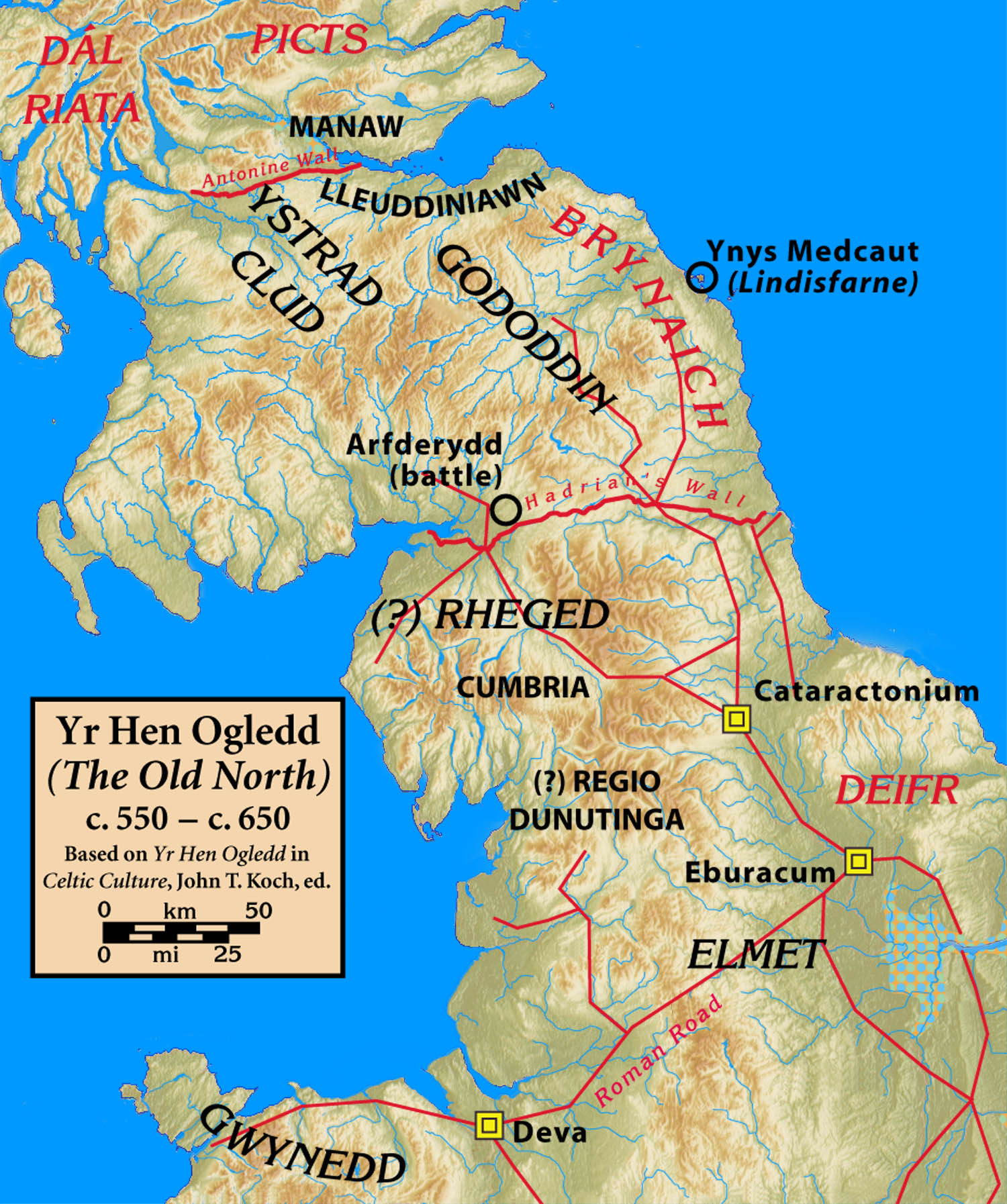
„Starý sever“ v 6.–7. století (zobrazena různá britonská království, stará římská města a cesty)

Yr Hen Ogledd (velšsky „Starý sever“) je název zahrnující území severní Anglie a skotské oblasti Lowlands, a to pro období kolem let 500–800 (tj. před vikinskou invazí), zejména v souvislosti s tamním keltským (britonským) obyvatelstvem. Název je odvozen z hrdinských básní vyprávěných bardy jako oslava velšských králů té doby. Z hlediska jižnější polohy Walesu byly příběhy vyprávěny o mužích ze severu – např. v dílech Bonedd Gwŷr y Gogledd („Původ mužů ze severu“) či v Harleyovských rodokmenech – a ten tak byl vymezen jako zvláštní zeměpisná entita. Moderní historická věda používá toto původně literární a dosti vágní jméno jako terminus technicus, souhrnné časové a prostorové označení předvikinské severní Anglie a jižního Skotska.